# Desa Kajoran (administrativ by i Indonesien, lat -7,75, long 110,59)
Desa Kajoran är en administrativ by i Indonesien.   Den ligger i provinsen Jawa Tengah, i den västra delen av landet, 400 km öster om huvudstaden Jakarta.